# Fertőrákos
Fertőrákos è un comune di 2 182 abitanti situato nella contea di Győr-Moson-Sopron, nell'Ungheria nordoccidentale.